# Saldi
Per saldi si intendono le vendite di fine stagione con prezzi scontati di capi di abbigliamento ed accessori. Solitamente avvengono in due periodi dell'anno: a inizio gennaio dopo le feste natalizie per l'abbigliamento invernale ed i primi di luglio per quello estivo.
La possibilità di comprare capi di abbigliamento che pochi giorni prima potevano costare anche il doppio crea il giorno di apertura dei saldi code davanti ad alcuni negozi (principalmente quelli con le marche più ricercate).
In Italia la prima normativa di riferimento era la legge 80 del 1980 che imponeva precise indicazioni nei confronti dei commercianti che volevano effettuare tali tipi di vendita promozionale. Adesso sono il decreto legislativo 114 del 1998, il decreto legislativo 24 del 2002 ed il decreto legislativo 206 del 2005 chiamato anche Codice del consumo a regolamentare la materia.
Fra le norme più importanti ci sono:
1. l'obbligo di esporre il prezzo prima e dopo lo sconto e lo sconto indicato in percentuale.
2. la divisione netta delle merci a saldo da quelle non scontate
3. la possibilità di cambio in garanzia dei capi difettosi